# Rhopographus filicinus
Rhopographus filicinus är en svampart som först beskrevs av Elias Fries, och fick sitt nu gällande namn av Nitschke ex Fuckel 1870. Enligt Catalogue of Life ingår Rhopographus filicinus i släktet Rhopographus, ordningen Pleosporales, klassen Dothideomycetes, divisionen sporsäcksvampar och riket svampar, men enligt Dyntaxa är tillhörigheten istället släktet Rhopographus, klassen Dothideomycetes, divisionen sporsäcksvampar och riket svampar. Arten är reproducerande i Sverige. Inga underarter finns listade i Catalogue of Life.